# 松平忠周
松平 忠周（まつだいら ただちか）は、江戸時代前期から中期にかけての大名。別名に忠徳（ただのり）。初め丹波国亀山藩3代藩主、のち武蔵国岩槻藩主、但馬国出石藩主、信濃国上田藩初代藩主。伊賀守流藤井松平家3代。官位は従四位下・伊賀守、侍従。幕府では側用人、京都所司代、老中を歴任した。

## 生涯
万治4年（1661年）4月19日、丹波亀山藩主で藤井松平家伊賀守流の初代・松平忠晴の庶出の三男として誕生した。聡明さを父から愛されたと伝わる。
異母兄の2代藩主・忠昭とは歳が離れていた上に、忠昭は相続時に嗣子がおらず、よって忠晴の命により、忠昭の相続時にその養嗣子と定められた。天和3年（1683年）に忠昭が死去した際、兄の晩年に産まれた遺児・石松（忠隆）の相続を推す家臣もいたが、亡父・忠晴の遺命通りに家督を継いだ。
上田藩に入封した後、農民に明細帳提出・年貢の籾納から米納への切り替えを求め、複数の村の庄屋を監督する村役人や大庄屋を設置し、農村統制を厳しく行った。
5代将軍・綱吉に近侍して側用人にまで出世するが、家宣が6代将軍となると、側用人を免ぜられて幕政から遠ざけられる。その後、吉宗が8代将軍になると再登用され、京都所司代を経て老中に起用された。
享保13年（1728年）5月1日、江戸で死去した。享年68。跡を三男の忠愛が継いだ。吉宗もその死を悼み、若年寄（5月15日以降は老中）大久保常春に銀300枚を持たせ、弔慰に遣わした。

## 年表
※日付＝旧暦
- 1661年（寛文元年）4月、誕生。生母は側室・木村氏（家臣の娘）。
- 1667年（寛文7年）閏2月、17歳年長の異母兄・忠昭の世継ぎとなる。
- 1679年（延宝7年）12月28日、従五位下・阿波守に叙任。
- 1683年（天和3年）6月29日、家督相続し、丹波亀山藩（藤井）松平家（伊賀守家）3万8,000石を藩主として継承する。7月3日、伊賀守に遷任。
- 1685年（貞享2年）6月22日、若年寄に就任。前は、詰衆。忠徳を名乗る。7月22日、側用人に転出。忠易を名乗る。
- 1686年（貞享3年）1月21日、武蔵国岩槻に転封。1万石加増（計4万8,000石）。ところが移転費用が足らず、幕府から1万両を借り受ける。しかも、この時の加増1万石については武州岩槻領内に無く、和泉国の飛び地となった。丹波から武蔵までの移転は難しかったため、父・忠晴の墓は泉州へ移した。
- 1689年（元禄2年）3月22日、側用人御役御免。
- 1691年（元禄4年）、奥詰となる。
- 1697年（元禄10年）2月11日、但馬国出石への転封を言い渡される。同年5月、武州岩槻の後任・小笠原佐渡守へ引継ぎ。やがて先遣の家臣が、出石の前任・小出播磨守からも引継ぎを終えた。家中の移転は7月21日からで、出石入りは8月9日となった。
- 1705年（宝永2年）5月11日、側用人に再任。忠徳を名乗る。12月2日、従四位下に昇叙。伊賀守如元。
- 1706年（宝永3年）1月28日、信濃国上田に転封し、1万石加増（計5万8,000石）。12月15日、侍従兼任。
- 1708年（宝永5年）2月21日、江戸藩邸に第5代将軍・綱吉が来訪。
- 1709年（宝永6年）1月17日、側用人御役御免。
- 1717年（享保2年）9月27日、京都所司代に就任。忠周を名乗る。
- 1724年（享保9年）12月15日、老中に就任。
- 1728年（享保13年）5月1日、在職のまま死去。享年68。

## 人物
人品、文武の両道共に優れ、和歌への造詣も深かった。
京都所司代の頃にはたびたび公卿から歌会に招かれていた。好感を得られる人柄からか、武家にしては柔和な人物と思われたのだろう。吉宗は忠周の頻繁な歌会参加を聞き及んでも、特に咎めることも無かった。その歌会仲間の伝で、『伊勢物語』の講にも参加。講が終わって、ある公卿が在原業平を羨む発言をした。その場の公卿は賛同する者がほとんどだったというが、忠周一人が座を正し、「諸卿の言、みな非なり。今もし、不義濫行その如きもの在らば、それがし、苟（いやしく）も東府の目代なり。職に於いて赦さず、速やかに召し捕えて罪を論じ、刑に処さん」と諫言した。この一事がやがて江戸にまで届き、吉宗の聞き及ぶところとなった。吉宗は「余が見る処は、違わざるなり」と満悦した。老中抜擢の端緒であったという。
また、享保7年（1722年）に行われた上方における幕府職制の改革にも現地の責任者として手腕を振るった。その結果、幕府中枢から一定の独立した権限を持っていた京都所司代は権限を縮小されて老中の監督下に置かれ、反対に以前から老中の監督下にあった大坂町奉行の職掌が拡大された。ただし、所司代が実際に老中の監督下に置かれるのは次代の牧野英成以降のことであり、その徹底を図ったのは他ならぬ老中に転じた忠周であった。

## 系譜
父母
- 松平忠晴（実父）
- 宝樹院（木村氏） - 側室（実母）
- 松平忠昭（養父）

正室、継室
- 松平定時の養女、松平定経の長女（正室）
- 米倉昌明の養女、鈴木助之進の娘（継室）

側室
- 石井氏

子女
- 松平忠愛（三男） 生母は継室
- 松平鉄次郎
- 松平忠容（五男） 生母は石井氏
- 藤井忠陣（六男）
- 藤井忠弘（七男）
- 広橋兼顕室
- 戸川安聡正室
- 戸川安聡継室
- 八幡光清室
- 木村盛快室

長男、次男、四男は早世。三男・忠愛が嫡子となり家督を継いだ。五男・忠容は5000石を与えられ、大身旗本の分家を興した。六男・忠陣、七男・忠弘は藤井姓を称した。このほか、他家に嫁いだ娘が5人いる。